# Mustela subpalmata
Mustela subpalmata is een zoogdier uit de familie van de marterachtigen (Mustelidae). De wetenschappelijke naam van de soort werd voor het eerst geldig gepubliceerd door Hemprich & Ehrenberg in 1833. In 2016 bleek de soort niet te onderscheiden van de gewone wezel (Mustela nivalis), waarna het sindsdien als synoniem van deze soort wordt gerekend.